# Utricularia adpressa
Utricularia adpressa — вид рослин із родини пухирникових (Lentibulariaceae).

## Біоморфологічна характеристика
Це наземна рослина, яка росте густими колоніями в затоплених або мулистих районах. Жорстка й тонка стеблина суцвіття червоного забарвлення. Одноквіткові рослини зустрічаються досить рідко. Квітки ніжно-жовтого кольору; всі квіти колонії однакового забарвлення.

## Середовище проживання
Вид поширений у Белізі й Південній Америці: Беліз, Бразилія, Французька Гвіана, Гаяна, Суринам, Тринідад і Тобаго, Венесуела; на висотах від 0 до 1250 метрів.
Вид росте на суші у вологій піщаній савані.

## Використання
Вид культивується невеликою кількістю ентузіастів роду. Торгівля незначна.